# Dan Mellin
Dan Mellin, född 6 april 1945 i Kungsör, Västmanlands län, är en svensk författare.
Mellin, som är uppvuxen i Stockholm, har under en lång följd av år skildrat Stockholm med dess människor som motiv, dels i en roman, dels i många noveller.
Under tio år på 1960-talet arbetade Mellin som varvsarbetare på Galärvarvet i Stockholm, erfarenheter som användes i debutromanen Lojalisten 1987. Han studerade sedan och avlade socionomexamen samt har bland annat arbetat som fritidsledare.
År 1990 var Dan Mellin en av initiativtagarna till bildandet av Ivar Lo-sällskapet och höll tidigare även föreläsningar om Ivar Lo-Johansson på Ivar Lo-museet på Bastugatan 21 i Stockholm.